# Sublevación militar del 17 de julio de 1936 en Melilla
La rebelión militar de Melilla fue el primer movimiento del golpe de Estado en España de julio de 1936, que significó el inicio de la guerra civil española. 
Como ya había previsto el general Mola en sus planes golpistas, en Melilla empezaría la rebelión militar contra la II República Española pero empezaría el día 18, no el 17 como ocurrió. Un registro policial en el centro de la conspiración provocó que los golpistas adelantaran el golpe, y aunque este hecho no perturbó sus planes, a la larga este adelantamiento sí afectaría a otras partes de la conspiración. Antes de terminar el día 17, los militares sublevados se habían hecho con el control de toda la ciudad y sus alrededores, dando el pistoletazo de salida a la rebelión del Marruecos español.

## Contexto
La del Protectorado marroquí era la mayor guarnición española de todo el ejército, consecuencia de lo conflictivo de la zona (y, especialmente, tras la sangrienta guerra del Rif). Por tanto, en los planes conspirativos del general Mola contra el gobierno del Frente Popular, la guarnición africana era uno de los elementos claves. La sublevación militar que daría lugar a la guerra civil española empezaría en Melilla. Aunque en Melilla gobernaba el Frente Popular, las posibilidades del gobierno de Madrid frente a una intentona golpista eran mínimas, dado que la mayoría de los oficiales de la guarnición estaban comprometidos con la conspiración militar, a excepción del comandante en jefe de la Circunscripción Oriental, el general de brigada Manuel Romerales Quintero, y unos pocos militares fieles al gobierno. En el resto de Marruecos, el comandante en jefe del Ejército de África, Agustín Gómez Morato, o el alto comisario de Marruecos, Arturo Álvarez-Buylla Godino, eran fieles al gobierno. Por otro lado, trabajadores españoles en Marruecos no disponían de armas para defenderse en caso de que estallara una rebelión militar.

## Desarrollo

### La conspiración en Melilla

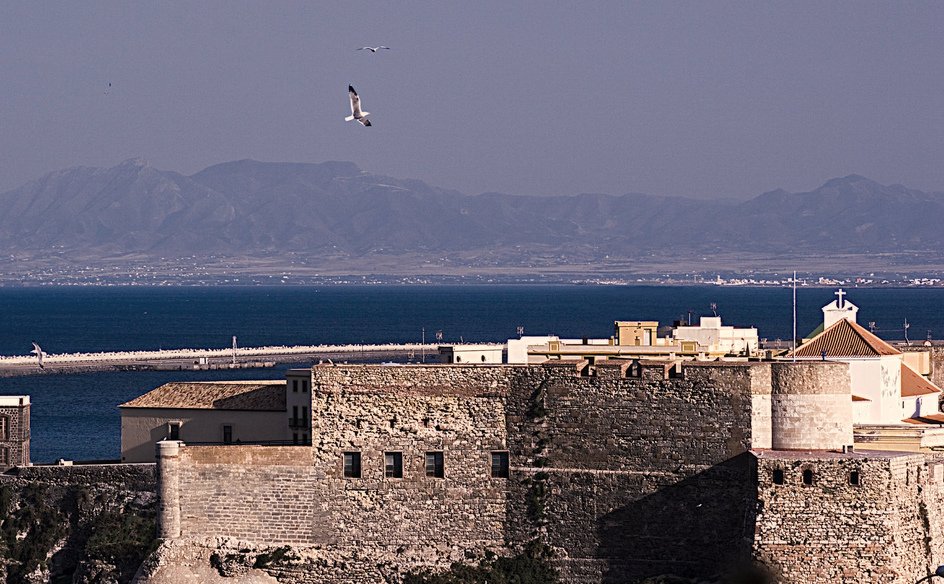
Vista de la parte histórica de Melilla.

La noche del 16 al 17 de julio el general Romerales se dio una vuelta por la ciudad, en busca de actividades sospechosas. Durante una parada en la Casa del Pueblo conversó con los dirigentes socialistas. En tono humorístico, comentó: las masas se mantienen en vela. Regresó a la Comandancia Militar, convencido de que todo marchaba bien. Romerales desconocía la conspiración que desde hacía tiempo venían organizando algunos oficiales de la guarnición.
A la mañana siguiente los conspiradores celebraron una reunión en la sala de la comisión cartográfica de la guarnición para ultimar los planes. Durante el encuentro el coronel Juan Seguí, jefe local de Falange y también líder de la sublevación en el Marruecos oriental, comunicó a los conspiradores el momento en que comenzaría la sublevación: 5 de la mañana del 18 de julio. En el último momento uno de los dirigentes locales de Falange, Álvaro González, informó sobre los planes de la conspiración al dirigente local del partido Unión Republicana (UR), quién se lo confió al presidente de la Casa del Pueblo, y este a su vez dio parte al comandante militar de Melilla, general Romerales. Por la tarde, los oficiales golpistas volvieron a la sala de cartografía y procedieron a repartir las armas que habían guardado allí clandestinamente. Fue entonces cuando llegó a las inmediaciones el teniente Zaro, que procedió a rodear el edificio con soldados y guardias de asalto. Los conspiradores se vieron sorprendidos por esta acción. Uno de aquellos oficiales era el coronel Darío Gazapo, también miembro de Falange. Tras la sorpresa inicial, este fue a entrevistarse con Zaro:

Darío Gazapo: ¿Qué le trae por aquí, teniente?.
Zaro: Tengo que registrar el edificio en busca de armas.

Gazapo dijo que se necesitaba una orden del general de la Circunscripción y telefoneó a Romerales:

Darío Gazapo: ¿Es cierto, mi general, que ha dado usted órdenes de que se registre el departamento cartográfico?.
Romerales: Sí, sí, Gazapo, hay que hacerlo.
La Guerra Civil Española (Hugh Thomas).

Tras la conversación, Gazapo inmediatamente llamó por teléfono para que una unidad de la Legión extranjera acudiera a auxiliarle. Cuando los legionarios llegaron al lugar, Zaro y sus hombres se vieron superados numéricamente, y se rindieron. A continuación otro de los conspiradores, el coronel Seguí, se dirigió al despacho de Romerales y entró allí pistola en mano.

### El golpe triunfa en Melilla
En el interior se estaba produciendo una fuerte discusión entre unos oficiales que insistían en que el general debía rescindir el mando, y otros que querían que resistiese. El presidente Casares Quiroga, que había sido informado de la reunión en el departamento cartográfico, había telefoneado a Romerales para que detuviera a los oficiales conspiradores. Romerales, sin embargo, no estaba en condiciones de llevar a cabo aquella orden y permanecía indeciso. El coronel Seguí terminó por obligar al general a que se rindiera sin oponer resistencia. Acto seguido, los oficiales sublevados declararon el estado de guerra y ocuparon todos los edificios públicos de Melilla en nombre del general Franco como comandante en jefe del Marruecos español. Sin embargo, Franco todavía se encontraba en las Islas Canarias sin haberse sublevado. En Melilla también fueron clausurados la Casa del Pueblo socialista y los demás centros de partidos del Frente Popular, deteniendo además a los dirigentes republicanos y de izquierdas.
En las cercanías de la Casa del Pueblo y en los barrios obreros tuvieron lugar pequeños enfrentamientos, pero la rebelión había sorprendido a los trabajadores y estos carecían de armas. A continuación, todos los detenidos que se habían resistido a la rebelión fueron fusilados, incluidos el general Romerales, el delegado del gobierno y el alcalde de la ciudad. Para el anochecer, ya se habían conseguido listas de miembros de sindicatos, partidos de izquierdas y logias masónicas, siendo a continuación detenidas todas las personas que aparecían en ellas. Cualquier persona que se supiera que había votado por el Frente Popular en las elecciones de febrero era objetivo de los rebeldes. A partir de entonces la ciudad se rigió de acuerdo por la ley marcial. Aquella misma noche del 17 de julio, los sublevados ejecutaron a 189 civiles y militares. Unos días después, el 20 de julio, estos abrieron un primer campo de concentración cerca de Melilla.
Cuando el general Gómez Morato se enteró de la sublevación de Melilla, rápidamente tomó un avión y se dirigió al Aeródromo de Tauima, aunque este ya había sido capturado por los rebeldes. Gómez Morato fue arrestado nada más bajar del aparato. El coronel Luis Soláns quedó al frente de la Comandancia Militar de Melilla. En la madrugada del 18 de julio de 1936 Soláns envió un telegrama a la Comandancia Militar de Las Palmas dirigido al general Francisco Franco, anunciándole que ya eran dueños de la ciudad de Melilla.
Cuando a última hora de la tarde del viernes 17 de julio la ciudad ya estaba completamente dominada por los sublevados, frente a la Comandancia y previo toque de cornetas y tambores se leyó el bando de guerra, que iba firmado por el general Franco —y que poco después se volvería a leer frente al Casino de Unión y Recreo tras desfilar las fuerzas sublevadas por el centro de la ciudad—:

Hago saber: Una vez más, el Ejército unido a las demás fuerzas de la nación, se ha visto obligado a recoger el anhelo de la gran mayoría de españoles que veían, con amargura infinita, desaparecer lo que a todos puede unirnos en un ideal común: España. Se trata de restablecer el imperio del orden dentro de la República, no solamente en sus apariencias o signos exteriores, sino también en su misma esencia...

### La última resistencia: El Atalayón
A pocos kilómetros de Melilla se encontraba la Base de Hidroaviones del Atalayón, al mando del Comandante Leret Ruiz. Este ya se había declarado opuesto a la conspiración golpista y cuando tuvo noticia de lo sucedido en la ciudad siguió manteniéndose fiel al gobierno republicano. A pesar de los pocos medios y hombres que disponía a su mando, se mantuvo en sus trece incluso cuando un Escuadrón de caballería de los regulares acudió a la zona para terminar con la resistencia y asegurar la base aérea.
Durante este ataque, el fuego de Leret y sus hombres causó la muerte de un sargento y un soldado marroquíes de la unidad atacante. Ante la resistencia de la base, un tabor de regulares al mando del comandante Mohamed ben Mizzian tuvo que interrumpir su marcha hacia Melilla para cooperar en el asalto a la base de hidroaviones. El capitán Leret estuvo resistiendo durante varias horas hasta que agotó la munición, momento en que él y sus pocos hombres se vieron finalmente superados ante los regulares que habían sido enviados para acabar con su resistencia. Sobre el final de Leret no está claro, aunque parece que cuando hecho prisionero, inmediatamente sería fusilado «al amanecer del 18 de julio, semidesnudo y con un brazo roto», junto con los alféreces Armando González Corral y Luis Calvo Calavia.

## Consecuencias
El triunfo de los militares sublevados en Melilla marcó el comienzo de toda la conspiración golpista, empezando por territorio del Protectorado de Marruecos. El coronel Seguí telefoneó a los coroneles Eduardo Sáenz de Buruaga y Juan Yagüe, encargados de la organización de la conspiración en Tetuán y Ceuta, respectivamente. Sáenz de Buruaga y Yagüe pasaron entonces a la acción, improvisando todo lo que estaba previsto para el día 18. Sin embargo, este adelanto tuvo consecuencias importantes en el desarrollo de los planes golpistas en el resto de España.
Las instrucciones de Mola estipulaban que todas las unidades implicadas en la conspiración debían estar "dispuestas" el día 17 a las 5 de la tarde (el día 17 a las 17 horas), para que durante el día siguiente (18 de julio) comenzara la sublevación en Marruecos. En puntos clave de la península empezaría también el día 18, y en otros sitios (incluida Pamplona, donde se encontraba Mola) comenzaría el 19. Pero ahora, este imprevisto causado por la rebelión de Melilla sembró la confusión entre los demás conspiradores, porque se debatían entre si debían mantener las fechas previstas en los planes de Mola o si debían adelantarse de acuerdo a lo sucedido en Melilla. En muchos casos sería decisivo este retraso, ya que la sublevación se adelantó pero muchos militares implicados en la conspiración siguieron adelante con lo establecido y se sublevaron el día 19. Esto concedió una ventaja de dos días al gobierno, lo que en muchos lugares se tradujo en una ventaja decisiva.